# 崔翹
崔翘（683年—751年1月5日），字明微，出身清河崔氏，唐玄宗天宝中期的礼部尚书。

## 家世
曹魏中尉崔琰八代孙崔旷，为宋乐陵太守，随慕容德渡河，家于青州、齐州之间，崔旷即崔翘七代祖。
- 曾祖：崔君实，唐朝朝请大夫、许州司马。
- 祖父：崔悬解，坊州宜君县丞。
- 父亲：崔融，中书舍人、通议大夫、太常少卿、国子司业、修国史、上柱国、清河县开国子，赠卫州刺史、谥号文。

## 生平
崔翘为崔融第二子，墓志载他“四岁敏嘲詠，七岁善隶书，八岁工文章，十四明经高第，十六拔萃甲科。”历任：
- 太子右率府铠曹参军，
- 陈州司户参军、右卫铠曹参军。
- 丁文公忧。服阙，授协律郎、魏州录事参军。
- 廉察使举文吏高第，诏授右补阙。
- 二年，转京兆府司录参军，秩满，徙太子舍人，加朝散大夫，迁尚书主爵员外郎。
- 历水部、虞部、考功、吏部四郎中。
- 三年，拜给事中，扈从祠汾阴后土。
- 乃命为中书舍人，知制诰。
- 出为滑州刺史。
- 丁内忧，服阙，除大理少卿。
- 入为尚书左丞，封清河县开国男。
- 诏为剑南、山南西道黜陟宣慰使。
- 擢礼部尚书。
- 天宝九载冬十二月三日薨于洛阳明教里私第，年六十八。赠江陵郡大都督，谥曰成。

## 子嗣
夫人范阳卢氏，号西华（689年—752年），汝州司马卢正纪之女，有子五人，
- 崔秀，太常寺协律郎
- 崔陟，詹事府司直
  - 崔庇，滑州酸枣县尉
  - 崔燮，于潜尉
  - 崔嶷，光禄丞
- 崔同，河南府士曹、正议大夫、右司郎中、剑州刺史。
  - 崔廞（744年—810年），河南府渑池县令、惠陵台令。
- 崔异，京兆府金城县尉、尚书水部员外郎、渠州刺史，赠太傅。
  - 崔照
  - 崔能（？—824年），字子才，广州刺史、御史大夫、岭南节度使。
  - 崔达，江陵少尹
  - 崔励，陕府司马
  - 崔从（？—830年），字子乂，淮南节度使、检校尚书右仆射，赠太师，谥曰贞。
  - 崔总，太子谕德
  - 崔宪，兴元府西县尉
  - 崔氏（？—808年），宰相刘从一原配。
- 崔或，左千牛、尚书职方员外郎。